# Colour My World
«Colour My World» es una canción de la cantante británica Petula Clark. Fue publicada el 2 de diciembre de 1966 como sencillo a través de Pye Records.

## Recepción de la crítica
El crítico de AllMusic, Joe Viglione, describió la canción, junto con «Who Am I», como “verdaderas joyas”. La revista Billboard elogió el “excepcional trabajo vocal de Clark” en la canción. La crítica de Classic Rock History, Janey Roberts, la calificó como la octava mejor canción de Petula Clark.

## Posicionamiento
| Gráfica (1966–67)                             | Pico de posición |
| --------------------------------------------- | ---------------- |
| Australia (Kent Music Report)                 | 10               |
| Canadá (RPM Top Singles)                      | 14               |
| Estados Unidos (Billboard Hot 100)            | 16               |
| Estados Unidos (Billboard Adult Contemporary) | 10               |
| Estados Unidos (Cashbox Top 100)              | 18               |
| Nueva Zelanda (Listener)                      | 13               |